# Ierland op de Olympische Winterspelen 1992
Tijdens de Olympische Winterspelen van 1992, die in Albertville (Frankrijk) werden gehouden, nam Ierland voor de eerste keer deel.

## Deelnemers en resultaten

### Bobsleeën
| Olympiër                      | Discipline               | Resultaat | Prestatie                                                |
| ----------------------------- | ------------------------ | --------- | -------------------------------------------------------- |
| Pat McDonagh Terry McHugh     | 2-mansbob (m) Ierland I  | 32e       | 4.10,93 (+7,67) (1.02,39 / 1.03,03 / 1.02,44 / 1.03,07)  |
| Gerry Macken Malachy Sheridan | 2-mansbob (m) Ierland II | 38e       | 4.13,48 (+10,22) (1.03,19 / 1.03,42 / 1.03,45 / 1.03,42) |

Algerije · Amerikaanse Maagdeneilanden · Andorra · Argentinië · Australië · België · Bermuda · Bolivia · Brazilië · Bulgarije · Canada · Chili · China · Chinees Taipei · Costa Rica · Cyprus · Denemarken · Duitsland · Estland · Filipijnen · Finland · Frankrijk · Gezamenlijk team · Griekenland · Groot-Brittannië · Honduras · Hongarije · Ierland · IJsland · India · Italië · Jamaica · Japan · Joegoslavië · Kroatië · Letland · Libanon · Liechtenstein · Litouwen · Luxemburg · Marokko · Mexico · Monaco · Mongolië · Nederland · Nederlandse Antillen · Nieuw-Zeeland · Noord-Korea · Noorwegen · Oostenrijk · Polen · Puerto Rico · Roemenië · San Marino · Senegal · Slovenië · Spanje · Swaziland · Tsjecho-Slowakije · Turkije · Verenigde Staten · Zuid-Korea · Zweden · Zwitserland